# Panachranta (ikona)

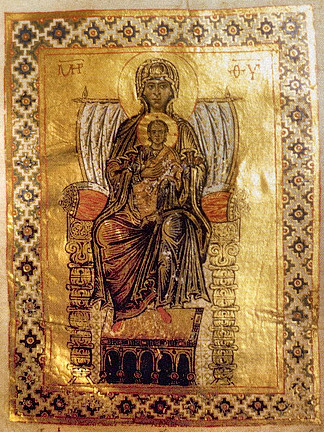
Panachranta – ikona, pol. 11. stol., Kyjev, Gertrudin žaltář

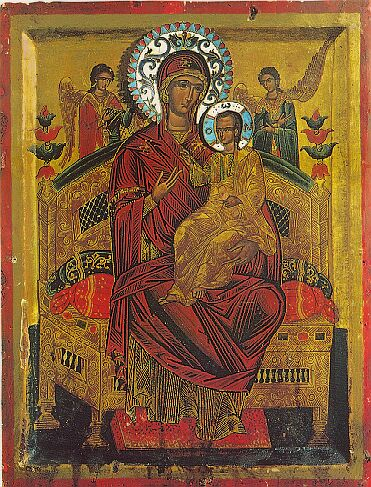
Ikona Matky Boží Panachranta Pantanassa z monastýru Vatopedi na hoře Athos

Panachranta – (řecky πανάχραντος „neposkvrněná“) je typ ikony ve východní pravoslavné církvi, která odkazuje na neposkvrněnou Pannu Marii, Bohorodičku.

## Popis
Ikony typu Panachranta zobrazují královsky trůnící Matku Boží, která drží na klíně svého Syna Krista. Trůn symbolizuje královský majestát Matky Boží. Tento typ ikony se objevil v Byzanci v 11.–12. století.
Ikona Panny Marie s dítětem na trůně se světci a anděly pochází ze 6. století a nachází se v klášteře svaté Kateřiny na úpatí hory Sinaj.
Theotokos Panachranta z 11. století pochází ze Svenského kláštera. Spolu s Bohorodičkou jsou na ní vyobrazení svatí ct. Antonij Prvozakladatel a Theodosij Pečerští, kinoviálního monašství na Rusi vůdcové. Autorství ikony se obvykle připisuje nejslavnějšímu malíři ikon Kyjevské Rusi, svatému Alypiovi z Kyjevskopečerské lávry, která je pravděpodobně vytvořena podle mozaiky z centrální konchy chrámu Nanebevzetí Panny Marie v Pečerském klášteře.
Ikona Matky Boží Děržavnaja patří k typu ikon Panachranta. Krátce před Napoleonovým vpádem v roce 1812 byla z monastýru Nanebevstoupení Páně v Moskvě převezena do úschovy do chrámu Nanebevstoupení Páně ve vesnici Kolomskoje, kde zůstala až do svého znovuobjevení v roce 1917.

### Známé ikony tohoto typu
- Kyperská
- Svenská (Pečerská)
- Jaroslavská-Pečerská
- Děržavnaja (Trůnící)
- Pantanassa (řec. Παντάνασσα – Všekrálovna)

## Galerie

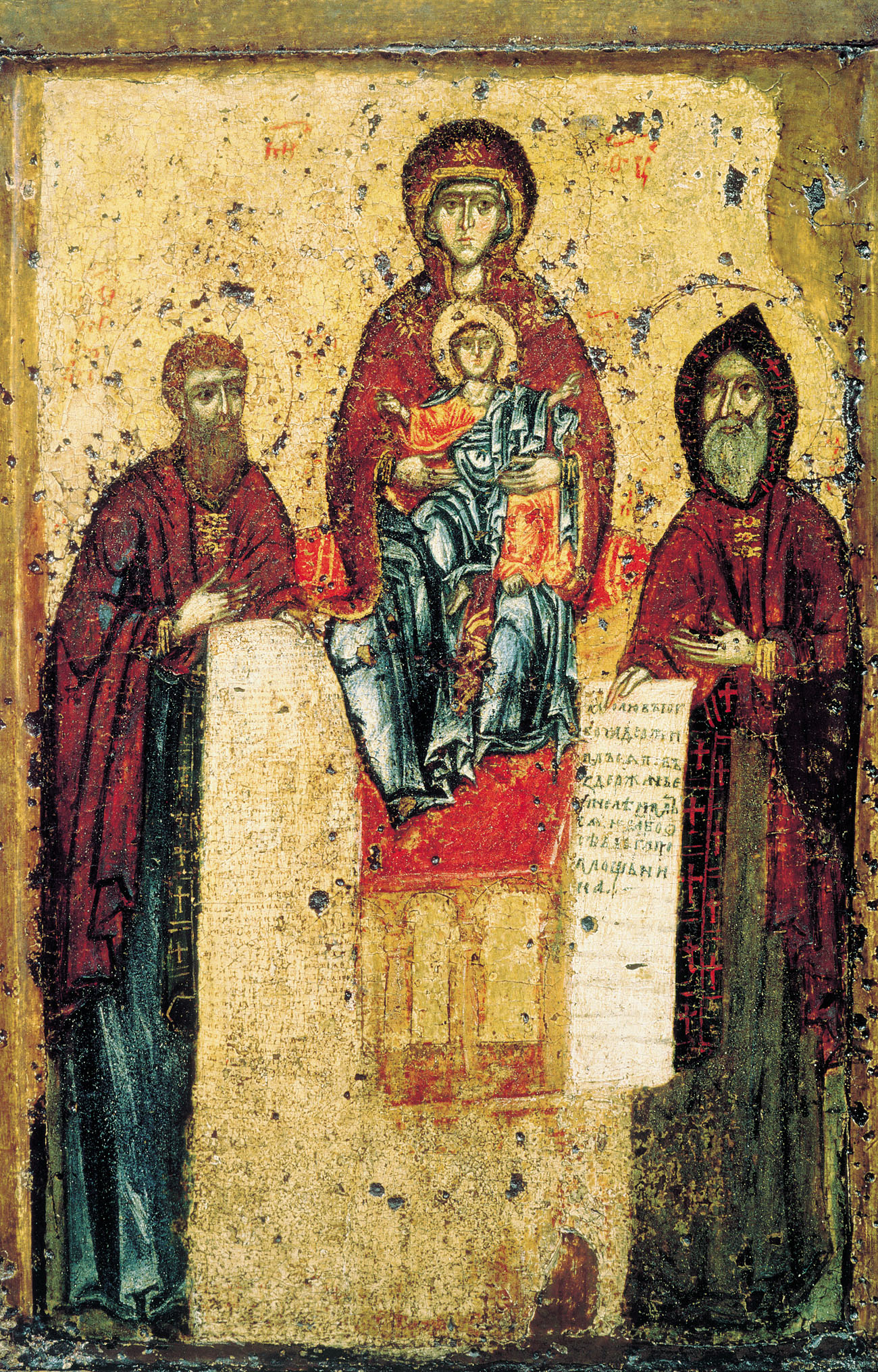
Svenská (Pečerská) ikona Matky Boží se svatými Antoniem a Theodosijem Pečerskými, 1288, Treťjakovská galerie
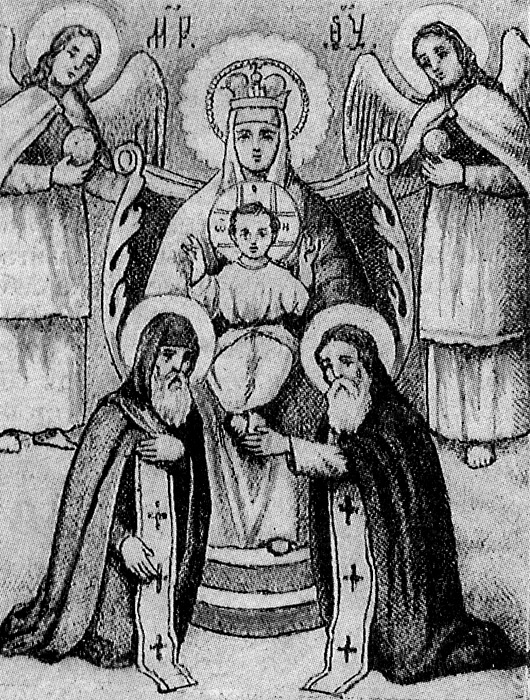
Jaroslavská (Pečerská) ikona, 19. století
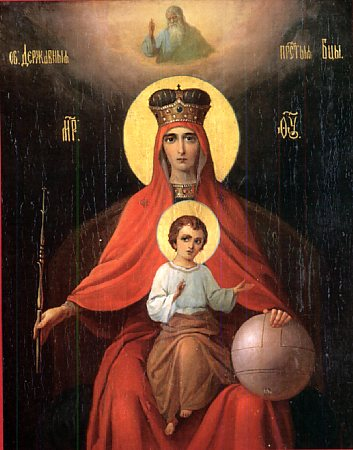
Matka Boží Děržavnaja